# Оцелот
Оцелотът (Leopardus pardalis) е средно голям хищник от семейство Коткови, разпространен в горите на Южна и Централна Америка.

## Физическа характеристика
Оцелотът е значително по-едър от котка: дължината на тялото му е 90 – 110 cm и на опашката 30 – 40 cm. Височина при холката 50 – 55 cm. Тежи 8 – 16 кг. Неговата леопардова окраска е много характерна – жълтеникав основен тон, изпъстрен с тъмни розетовидни петна и ивици с мраморен ефект и е почти невъзможно да бъдат открити две животни с еднакви шарки.

## Разпространение и начин на живот
Разпространен е от Южните щати (Тексас) до Аржентина. Обитава гъсто обрасли гори и храсталаци. Активен е предимно нощем, а денем си почива в короните на дърветата. Ловува както на земята, така и по дърветата. Жертвите му са предимно дребни елени, маймуни, гризачи и други бозайници с дребни и средни размери, но лови също птици, гущери, жаби, риба.

## Размножаване
Бременността при оцелота продължава около 70 дни, след което ражда 2 – 4 котета. Малките започват да ловуват с майка си на около 3 месечна възраст, а стават самостоятелни приблизително при навършване на една година.

## Допълнителни сведения
Оцелотът се поддава на опитомяване, когато е сред хора от ранна детска възраст.
Видът продължава да бъде преследван от човека заради красивата си и ценна кожа, изключително търсена в модната индустрия и въпреки взетите мерки за защита, бъдещето на вида продължава да бъде несигурно. В САЩ ловът на оцелоти, както и продажбата на кожите им, са забранени.